# Salpa (sous-marin, 1932)
Pour les articles homonymes, voir Salpa (sous-marin).
Le Salpa est un sous-marin de la classe Argonauta (sous-classe de la Serie 600, en service dans la Regia Marina lancé au début des années 1930 et ayant servi pendant la Seconde Guerre mondiale.

## Caractéristiques
La classe Argonauta est dérivée des anciens sous-marins de la classe Squalo, qui ont déplacé 660 tonnes en surface et 813 tonnes en immersion. Les sous-marins mesuraient 61,5 mètres de long, avaient une largeur de 5,7 mètres et un tirant d'eau de 4,7 mètres. Ils avaient une profondeur de plongée opérationnelle de 80 mètres. Leur équipage comptait 44 officiers et hommes d'équipage.
Pour la navigation de surface, les sous-marins étaient propulsés par deux moteurs diesel Tosi de 615 chevaux (452 kW), chacun entraînant un arbre d'hélice. En immersion, chaque hélice était entraînée par un moteur électrique Marelli de 400 chevaux-vapeur (298 kW). Ils pouvaient atteindre 14 noeuds (26 km/h) en surface et 8 noeuds (15 km/h) sous l'eau. En surface, la classe Argonauta avait une autonomie de 3 180 milles nautiques (5 889 km) à 10,5 noeuds (19,4 km/h). En immersion, elle avait une autonomie de 110 milles nautiques (203 km) à 3 noeuds (5,6 km/h).
Les sous-marins étaient armés de six tubes lance-torpilles de 53,3 centimètres (21 pouces), quatre à l'avant et deux à l'arrière, pour lesquels ils transportaient un total de 12 torpilles. Ils étaient également armés d'un seul canon de pont 102/35 Model 1914 à l'avant de la tour de contrôle (kiosque) pour le combat en surface. Leur armement anti-aérien consistait en deux mitrailleuses Breda Model 1931 de 13,2 mm.

## Construction et mise en service
Le Salpa est construit par le chantier naval Cantieri navali Tosi di Taranto (Tosi) de Tarente en Italie, et mis sur cale le 23 avril 1930. Il est lancé le 8 mai 1932 et est achevé et mis en service le 12 décembre 1932. Il est commissionné le même jour dans la Regia Marina.

## Historique
Après l'entrée de l'Italie dans la Seconde Guerre mondiale, le Salpa  est envoyé - sous le commandement du capitaine de corvette Antonio Biondo - près de l'îlot de Gaudo (Crète), mission dont il revient le 16 juin 1940 sans avoir repéré d'unités ennemies.
Le 29 juin, alors qu'il est en mission offensive près de Derna, il tombe sur les destroyers HMS Dainty (D108), HMS Defender (H07) et HMS Ilex (D61) qui sont en mer pour une mission anti-sous-marine dans le cadre de l'opération britannique "MA.3" (les trois destroyers ont déjà coulé, en deux jours, les sous-marins italiens Liuzzi et Uebi Scebeli et peut-être aussi un troisième, le Argonauta, leader de la classe Argonauta) : bombardé avec des grenades sous-marines, il doit réparer les dégâts à Bengasi,.
Depuis la base libyenne, le 19 juillet, il se rend à Tarente pour recevoir des travaux de réparation plus approfondis.
Lors d'une mission suivante - le 3 février 1941 -, alors qu'il navigue sur la route Augusta-Derna pour atteindre sa zone d'embuscade (située au large de Marsa Matruh), il subit de nouveau une attaque de grenades sous-marines de la part de certains destroyers, qui ont dû faire marche arrière et rentrer au port.
Le 18 juin de la même année, il quitte Messine sous le commandement du capitaine de corvette Renato Guagni, pour attaquer les unités ennemies le long des côtes cyrénéennes (son secteur d'attaque est situé entre Ras Uleima et Marsa Matruh), mais il ne répond plus aux appels radio,.
Dans l'après-guerre, on apprend les circonstances de sa fin. Le 27 juin 1941, le sous-marin britannique HMS Triumph (N18) l'aperçoit et, après être remonté à la surface, il l'attaque avec son canon de pont, et le frappant d'une torpille. Le Salpa a immédiatement coulé à 8h15, emportant avec lui tout l'équipage, à la position géographique de 32° 05′ N, 26° 47′ E.
Ont disparu avec le sous-marin le commandant Guagni, quatre autres officiers et 42 sous-officiers et marins.
Le Salpa avait effectué un total de 15 missions de guerre, couvrant 9 087 milles nautiques (16 829 km) en surface et 1 668 milles nautiques (1 668 km) sous l'eau.